# Марфинский проезд
Ма́рфинский проезд — небольшая улица на севере Москвы, в районе Марфино Северо-Восточного административного округа, недалеко от пересечения Большой Марфинской и Малой Ботанической улиц. Образован в 1927 году, назван по селу Марфино, которое существовало здесь в XVII веке. С начала XX века его территория была включена в пределы Москвы.